# Orinal

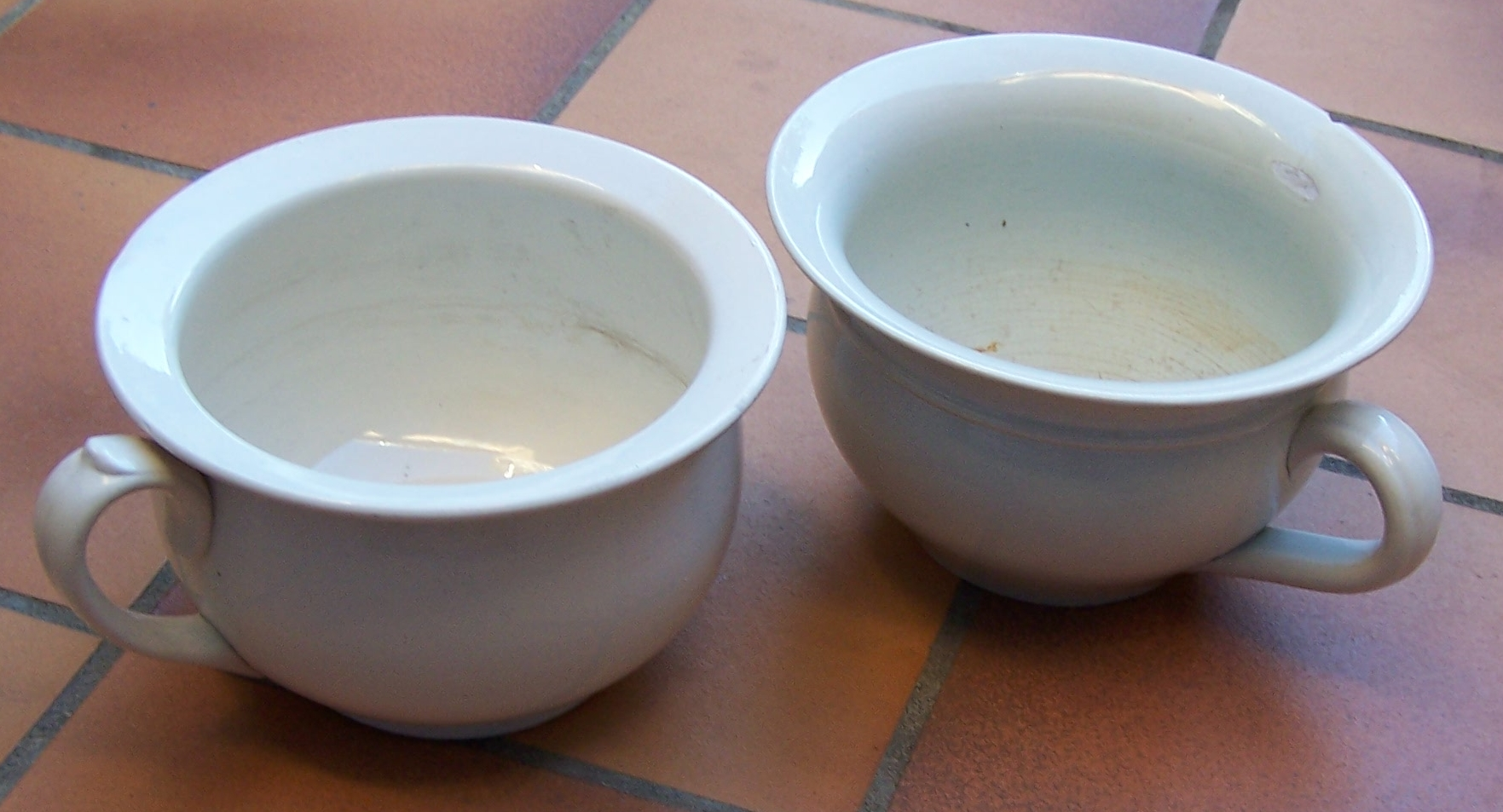
Dos orinales.

Un orinal, bacinilla, bacinica, bacín bajo o pelela, es un recipiente en forma de cuenco empleado para recoger los excrementos (sólidos y líquidos). Antiguamente fabricados en cerámica, loza, hierro y diversas aleaciones, desde la aparición de los plásticos son de dicho material. Lo habitual es que dispongan de un asa.
Suele situarse debajo de la cama o en la mesilla para poder utilizarse de noche sin necesidad de acudir al cuarto de baño o cuando no hay uno disponible. También es común su uso en cualquier momento del día por personas encamadas debido a enfermedad, pudiendo servir, además, para recoger vómito, flemas y restos de enjuague. De igual modo, lo utilizan los niños pequeños que ya han abandonado el pañal pero no están habituados todavía al uso del inodoro. Otras denominaciones históricas del orinal han sido: bacín, perico, chata, cuña, tiesto, tibor, jarrillo, o baciniya. En Canarias su nombre es escupidera. En Colombia se le denomina bacinica, bacinilla, pisingo o pato orinal. En Ecuador se utiliza la variante bacenilla. En Venezuela, se lo llama coloquialmente vaso de cama. En México y Chile se lo llama bacinica, borcelana o nica, además de conocerse popularmente como pelela, y con este último también se lo conoce en Argentina.

## Historia

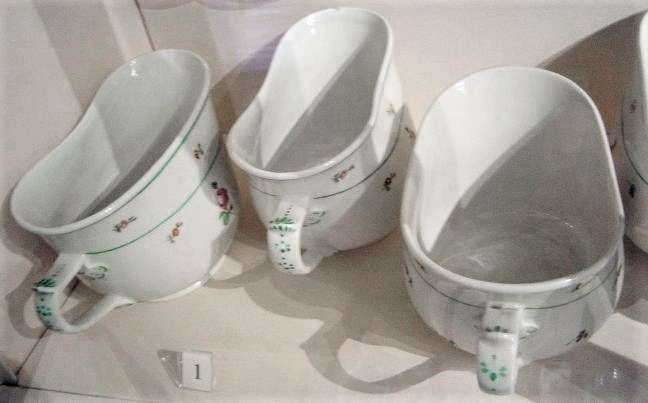
Orinal femenino o bourdaloue.

Precedente tardo-romano del orinal fue el bacinus (‘bacín’ en lengua castellana), considerándose el orinal o bacinilla un «bacín bajo y pequeño». En España se conservan ejemplares de cobre y de plata del siglo XVI.

## Museo del orinal

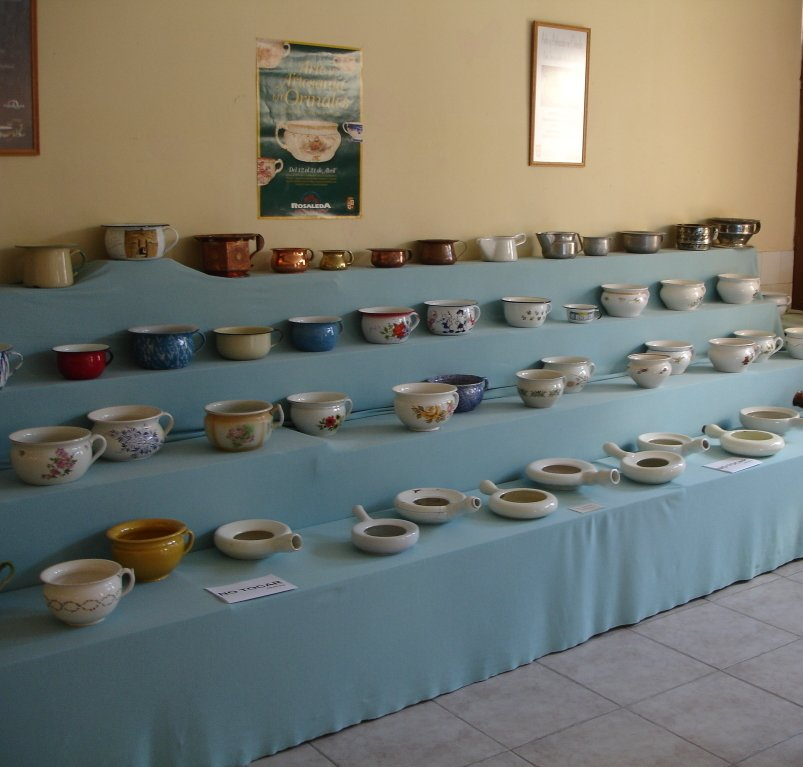
Exposición itinerante de orinales en Ciudad Rodrigo

- En abril de 2007, se abrió un Museo del Orinal en Ciudad Rodrigo, España. El museo recoge más de 1300 piezas traídas de 27 países y fabricadas en barro, metal o porcelana, entre otros materiales. También se puede ver orinales antiguos.[4]

## ¿Cuál es el objetivo de la pelela u orinal?
El objetivo de la pelela u orinal es proporcionar un recipiente adecuado para que los niños pequeños puedan aprender a controlar sus necesidades fisiológicas antes de utilizar el inodoro de manera independiente. Generalmente, se usa durante el proceso de entrenamiento para ir al baño, ayudando a los niños a familiarizarse con el acto de orinar o defecar en un lugar específico, en lugar de hacerlo en el pañal. Esto también promueve la autonomía y el desarrollo de hábitos de higiene. 